# 한병호
한병호(韓秉浩, 1880년 3월 17일 ~ 1938년 3월 15일)는 대한민국의 독립운동가이다. 본관은 청주(淸州).

## 생애

### 일생
1919년 충청북도 청주에서 3.1 독립 만세 운동에 참가한 그는 이듬해 1920년 충청북도 청주군(淸州郡)에서 평양결사단(平壤決死團) 청주지부 명의로 대한민국임시정부를 위한 독립운동자금을 모집하다 체포되어 옥고를 치렀다.
1920년 12월 17일 청주군 남이면(南二面) 석실리(石室里)에 있었던 유영창(柳永昌)의 사가에서, 그의 소개로 신형식(申亨植)을 만나 돈을 모아 상하이 주재 대한민국 임시정부에 보내어 독립운동 자금으로 사용토록 한다는 계획에 동의하였다. 이에 신형식에게서 평양결사단 청주지부의 명의로 군자금 출원을 요구하는 문서를 교부받고, 당일 밤 청주군 오합면(梧合面) 신평리(新平里)의 김상희(金相熙)에게 전달하려 하였으나 목적을 달성하지 못하였다. 다시 동월 27일 신형식의 지시에 따라 유영창과 함께, 청주군 남일면(南一面) 황청리(黃淸里)의 김재진(金在振) 및 정인하(鄭仁河)에게 상해의 임시정부 요원임을 밝히며 군자금 출납을 요구하는 등의 활동을 하다 체포되었다. 이후 1921년 4월 18일 경성복심법원(京城覆審法院)에서 소위 1919년 제령(制令) 제7호(政治에 관한 犯罪處罰의 件) 위반 및 공갈 미수로 징역 1년형을 선고받았다. 이후 1922년에 만기출감하였다. 그 후 중화민국 상하이에 다시 건너가 대한 임정 예하 한국독립당 초급행정자치위원을 1922년에서 1931년까지 지냈고 1931년에서 한국독립당 행정자치연대위원을 지냈다.

### 정당 당원 이력
- 前 한국독립당 초급행정자치위원(1922년 ~ 1931년)
- 前 한국독립당 행정자치연대위원(1931년 ~ 1938년)

## 국가 수훈
그의 사후 대한민국 정부에서는 그의 공훈을 기리고자 2012년 대한민국 건국훈장 애족장을 추서하였다.